# 에이코사펜타엔산
에이코사펜타엔산(영어: eicosapentaenoic acid, EPA)은 오메가-3 지방산의 한 종류이다. 생리학 문헌에서는 20:5 n-3으로도 지칭한다. 이코사펜타엔산(영어: icosapentaenoic acid)이라고도 하며, 관용명은 팀노돈산(영어: timnodonic acid)이다. 화학 구조에서 에이코사펜타엔산은 20개의 탄소로 구성된 사슬에 5개의 시스 이중 결합을 가지고 있는 카복실산으로 첫 번째 이중 결합은 메틸 말단인 오메가 말단에서부터 세 번째 탄소에 위치한다.
에이코사펜타엔산(EPA)은 프로스타글란딘(혈소판의 응집을 억제함), 트롬복산, 류코트라이엔과 같은 에이코사노이드들의 전구체로 작용하는 다불포화 지방산이다. 에이코사펜타엔산은 에이코사펜타엔오일 에탄올아마이드(EPEA, C22H35NO2, 20:5 n-3)의 전구체 및 가수분해 산물이다. 도코사헥사엔산(DHA)과 에이코사펜타엔산을 둘 다 함유한 생선기름 보충제에 대한 연구는 심근 경색이나 뇌졸중을 예방한다는 주장을 뒷받침하지 못했지만, 에이코사펜타엔산만 함유한 처방약인 배시파(Vascepa, 에틸 에이코사펜타엔산)에 대한 최근의 다년간 연구는 스타틴 내성 고중성지방혈증 환자에서 위약에 비해 심근 경색, 뇌졸중 및 심혈관계 질환에 의한 사망을 26% 감소시키는 데 통계적으로 크게 유의미한 것(p<.00000001)으로 나타났다.

## 공급원
에이코사펜타엔산(EPA)은 사람의 식단에서 등푸른생선이나 생선기름(예: 대구 간, 청어, 고등어, 연어, 정어리 및 다양한 종류의 식용 조류)을 섭취함으로써 얻을 수 있다. 에이코사펜타엔산은 또한 사람의 모유에서도 발견된다.

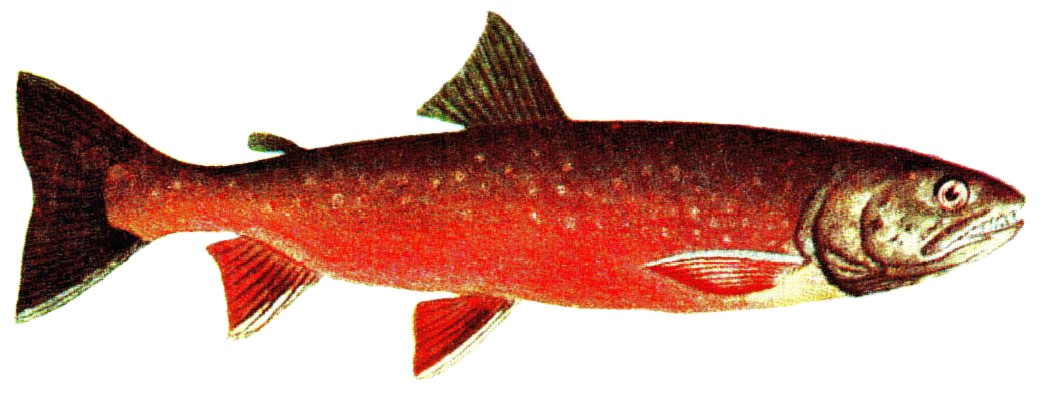
연어는 에이코사펜타엔산이 풍부한 공급원이다.

어류는 영양소에서 발견되는 지방산 전구체로부터 에이코사펜타엔산을 합성하거나 먹이로 섭취하는 조류로부터 에이코사펜타엔산을 얻을 수 있다. 사람은 몇몇 비동물성 공급원(예: 상업적 공급원으로 개발되고 있는 모노두스 수브테라네우스(Monodus subterraneus), 클로렐라 미누티시마(Chlorella minutissima), 파에오닥틸룸 트리코르누툼(Phaeodactylum tricornutum)과 같은 미세조류)로부터 에이코사펜타엔산을 얻기도 한다. 에이코사펜타엔산은 일반적으로 고등 식물에서 발견되지 않지만, 쇠비름에 미량으로 존재한다고 보고되었다. 2013에 유전자 변형된 카멜리나가 상당한 양의 에이코사펜타엔산을 생산하는 것으로 보고되었다.
인체는 흡수된 α-리놀렌산의 일부를 에이코사펜타엔산으로 전환한다. α-리놀렌산 자체는 필수 지방산이며, 적절한 공급이 보장되어야 한다. 그러나 α-리놀렌산을 에이코사펜타엔산으로 전환하는 효율은 에이코사펜타엔산을 포함하는 식품으로부터 에이코사펜타엔산을 흡수하는 효율보다 훨씬 낮다. 에이코사펜타엔산은 또한 도코사헥사엔산(DHA)의 전구체이기 때문에 에이코사펜타엔산과 도코사헥사엔산을 포함하지 않는 식단에서 충분한 수준의 에이코사펜타엔산을 확보하는 것은 에이코사펜타엔산을 합성하는데 필요한 추가적인 대사 작용과 도코사헥사엔산으로 대사하기 위해 에이코사펜타엔산을 사용하기 때문에 어렵다. 당뇨병이나 특정 알레르기와 같은 의학적 상태는 α-리놀렌산으로부터 에이코사펜타엔산으로 대사하는 인체의 능력을 크게 제한할 수도 있다.

## 임상적 중요성
미국 국립보건원의 메드라인 플러스(MedlinePlus)는 에이코사펜타엔산(단독 또는 다른 오메가-3 지방산 공급원들과 함께)이 효과적인 치료제로 알려져 있거나 생각되는 의학적 상태들을 나열하고 있다. 이들 중 거의 대부분은 염증을 완화시키는 에이코사펜타엔산의 능력과 관련이 있다.
처방약 또는 식이 보충제로 고용량(2.0~4.0 g/일)의 긴사슬 오메가-3 지방산의 섭취는 일반적으로 트라이글리세라이드를 유의미하게(>15%) 낮추기 위해 요구되며, 그 용량에서 효과는 상당할 수 있다(20%~30%까지, 심지어 500 mg/dL 이상의 수치를 가진 사람에서도 최대 45%까지).
에이코사펜타엔산과 도코사헥사엔산은 트라이글리세라이드의 수치를 낮추는 것으로 보이지만, 도코사헥사엔산은 저밀도 지질단백질(죽상경화증을 유발하는 변이체, 때로는 모호하게 "나쁜 콜레스테롤"로 불림)과 LDL-C 값(기술 및 비용상의 이유로 사람의 혈액 샘플에서 실험적으로 측정하지 않고, 계산된 추정치를 사용)을 높이는 반면, 에이코사펜타엔산을 그렇지 않다.
에이코사펜타엔산 및 도코사헥사엔산 에틸 에스터(모든 형태)는 흡수가 잘 되지 않아서 공복시나 저지방 식사를 할 때 효과가 떨어진다.
오메가-3 지방산, 특히 에이코사펜타엔산은 자폐 스펙트럼에 미치는 영향에 대해 연구되어 왔다. 어떤 사람들은 오메가-3 지방산의 수치가 자폐증을 앓는 어린이들에서 낮을 수 있기 때문에 오메가-3 지방산의 보충이 증상의 개선으로 이어질 수 있다고 주장한다. 일부 제한되지 않은 연구에서는 개선되었다고 보고된 반면, 잘 제한된 연구에서는 고용량의 오메가-3 지방산 보충의 결과로 통계적으로 유의미한 증상의 개선을 보여주지 못했다.
또한, 연구에 따르면 오메가-3 지방산은 우울증 치료에 유용할 수 있다.

## 같이 보기
- 오메가-3 지방산
- 도코사헥사엔산 (DHA)